# Diecezja Brescii
Diecezja Brescii (łac. Diœcesis Brixiensis, wł. Diocesi di Brescia) – diecezja Kościoła rzymskokatolickiego we Włoszech, a ściślej w Lombardii. Powstała już w I wieku. Należy do metropolii Mediolanu. Większość parafii należy do świeckiej prowincji Brescia. Jedynie dwanaście jest położonych na obszarze prowincji Bergamo.

## Główne świątynie
- Katedra: Katedra Matki Bożej Wniebowziętej oraz świętych Piotra i Pawła w Brescii
- Konkatedra: Konkatedra Matki Bożej Wniebowziętej w Brescii
- Bazyliki mniejsze:
  - Bazylika Matki Bożej Łaskawej w Brescii
  - Bazylika św. Wawrzyńca w Verolanuovie
  - Bazylika Matki Bożej Wniebowziętej w Botticino Sera
  - Bazylika Nawiedzenia Najświętszej Maryi Panny w Bagnolo Mella
  - Bazylika św. Andrzeja Apostoła w Pralboino
  - Bazylika św. Antonina w Concesio

## Biskupi diecezjalni
- biskup diecezjalny: Pierantonio Tremolada